# Campanorco inauguralis
Campanorco inauguralis è un mammifero notoungulato estinto, appartenente ai tipoteri. Visse nell'Eocene medio (circa 45 - 40 milioni di anni fa) e i suoi resti fossili sono stati ritrovati in Sudamerica.

## Descrizione
Questo animale è noto per un cranio, ma dal raffronto con i fossili di altri animali simili e più completi è possibile ipotizzarne l'aspetto. Probabilmente Campanorco era un animale di dimensioni paragonabili a quelle di una marmotta, con lunghe zampe e una lunga coda. Il cranio era robusto, appiattito e largo, fornito di ampie e robuste arcate zigomatiche. La dentatura era completa, con un diastema ben visibile tra il canino (simile agli incisivi) e i premolari. Come in molti animali simili, dovevano essere presenti potenti muscoli masticatori. 

## Classificazione
Descritto per la prima volta nel 1984, Campanorco inauguralis è noto per un cranio di provenienza incerta, probabilmente ritrovato nella formazione Lumbrera Superior e attribuibile alla fine dell'Eocene medio, nella provincia di Salta (Cerro Campanorco). Benché la descrizione iniziale non sia valida a livello nomenclaturale e sia solo informale, Campanorco inauguralis è stato più volte utilizzato in varie analisi filogenetiche e quindi è importante per comprendere l'evoluzione dei notoungulati. Appena dopo la sua scoperta (1969) il fossile venne avvicinato al notoungulato arcaico Henricosbornia, ma successive analisi non hanno confermato questa ipotesi. Secondo la maggior parte degli studi Campanorco risulterebbe un membro basale dei tipoteri, il grande gruppo di notoungulati comprendente molte forme simili a roditori. In particolare, sembra che Campanorco fosse alla base di un gruppo derivato comprendente le famiglie Mesotheriidae e Hegetotheriidae. 